# Boulder (Colorado)
Boulder (englisch für „Felsblock“) ist eine Stadt im Boulder County im US-amerikanischen Bundesstaat Colorado an den Ausläufern der Rocky Mountains und Sitz der County-Verwaltung. Boulder liegt etwa 45 km nordwestlich von Denver.
Das U.S. Census Bureau hat bei der Volkszählung 2020 eine Einwohnerzahl von 108.250 ermittelt.
Boulder ist die größte Stadt im County und die achtgrößte Stadt in Colorado. Die University of Colorado at Boulder ist die bedeutendste Universität des Universitätensystems von Colorado und eine der sogenannten Public Ivies der USA sowie der wichtigste Arbeitgeber der Stadt. Fast ein Drittel der Einwohner Boulders sind Studenten – dies prägt die Atmosphäre der Stadt, die als liberal gilt. Das Bildungsniveau der Einwohner ist überdurchschnittlich hoch.

## Geografie

### Flatiron Rocks

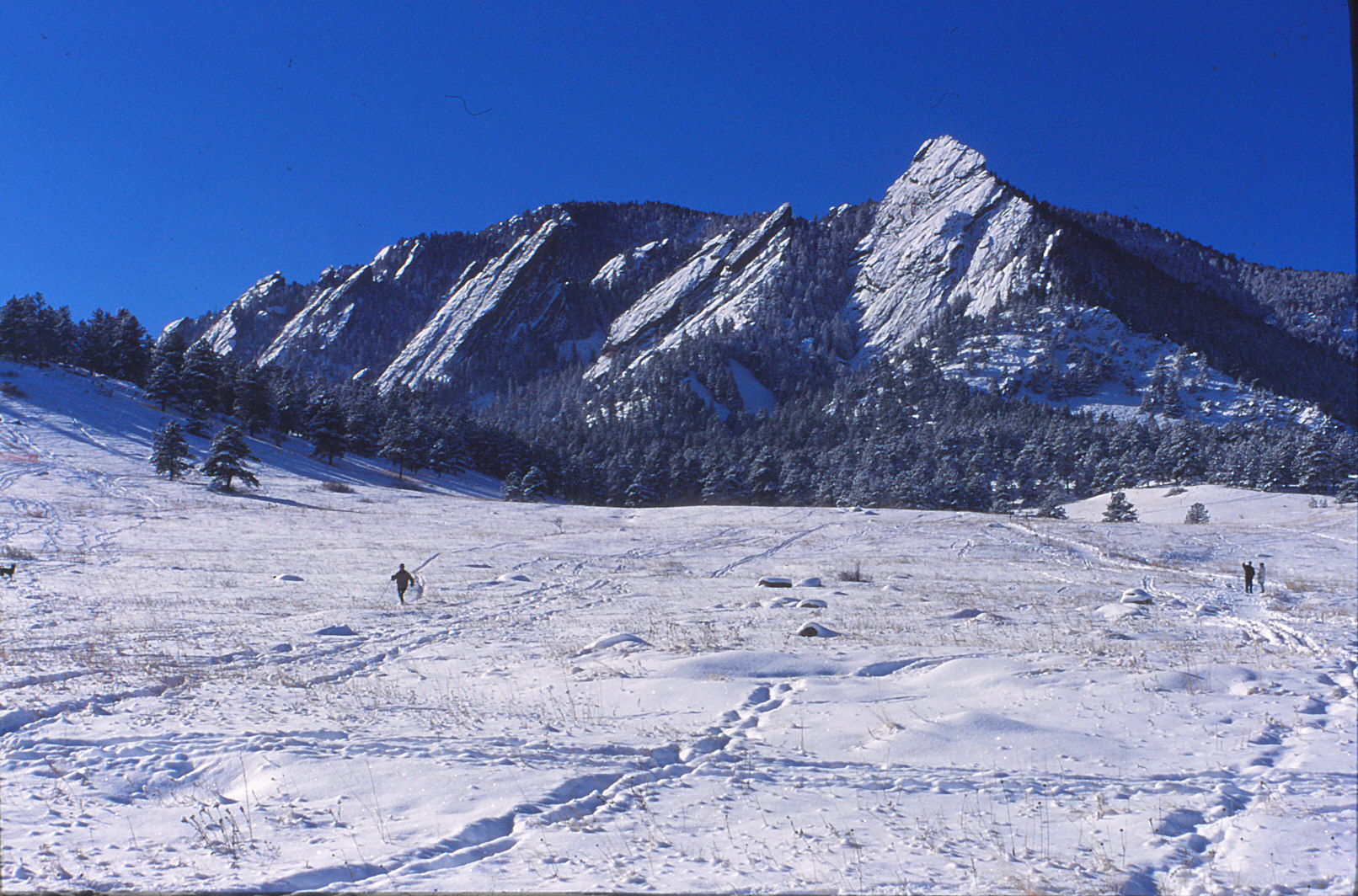
Flatirons Boulder

Bekannt ist Boulder unter anderem durch die Flatiron Rocks (Flatiron-Felsformationen), von denen aus man bei gutem Wetter die Hochebene von Colorado weit überblicken kann.

### Boulder Creek

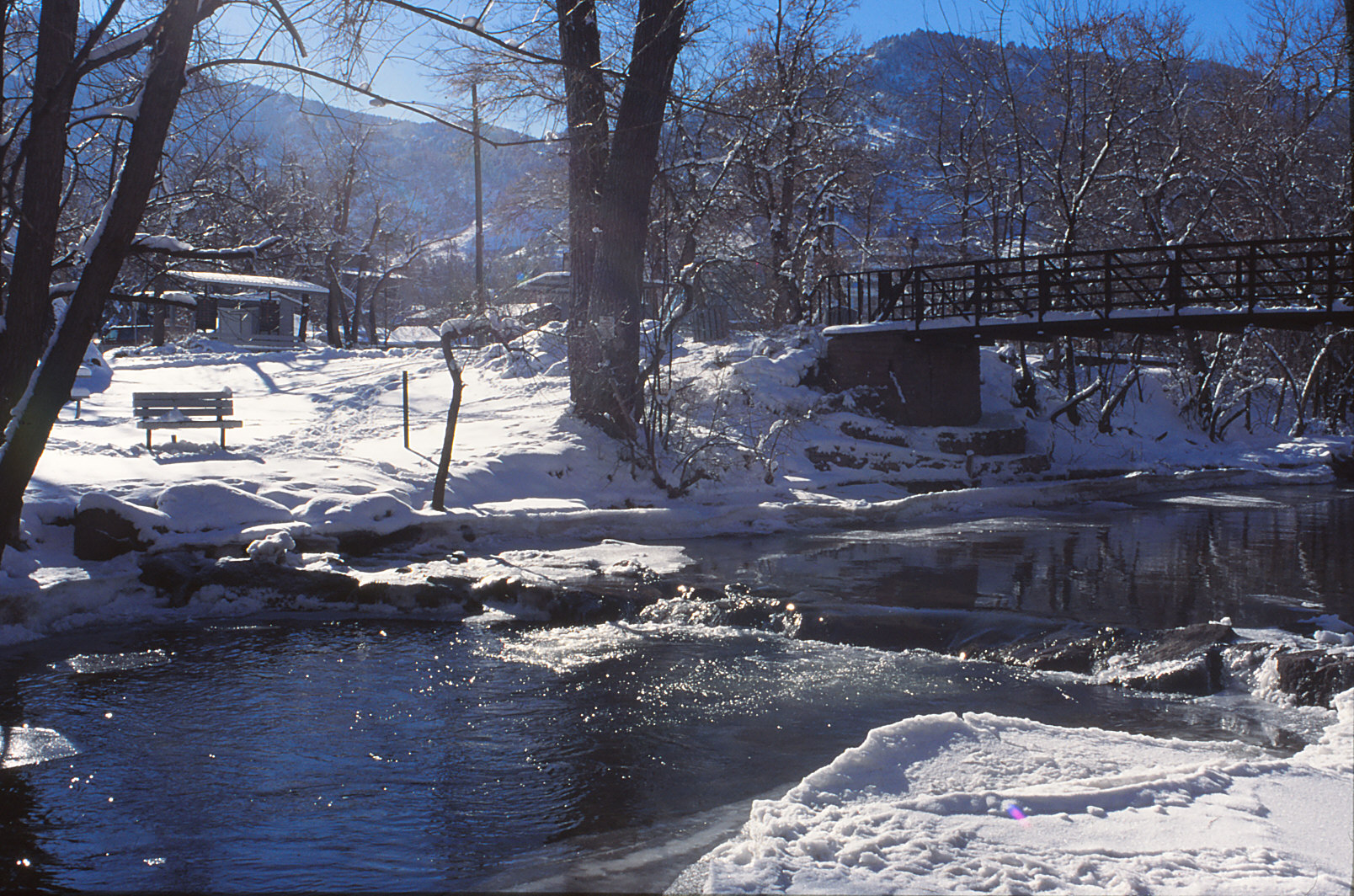
Boulder Creek Path

Der Boulder Creek wird gebildet aus zwei Zuflüssen entlang der kontinentalen Wasserscheide: Nord- und der mittlere Boulder Creek und ein Stück weiter der Süd-Boulder Creek. Im Nord-Boulder Creek  bildet das Tal zwischen Navajo Peak und Arikaree Peak auf der Wasserscheide eine Kette aus Seen.
Der Gebirgsbach fließt 17,8 Meilen (28,6 km) hinter der Ortschaft Switzerland in den Mittleren Boulder Creek. Der Mittlere Boulder Creek rinnt wie zwei Gabeln aus der Wasserscheide: die nördliche Gabel fließt in einem Bogen unterhalb vom Mount Neva 7,5 Meilen (12,1 km) in die Süd-Gabel. Von der Verbindung der beiden Zuflüsse aus fließt der Mittlere Boulder Creek 13,7 Meilen (22 km) durch die Kleinstädte Eldora, Nederland und Barker Meadow Reservoir, ein Wasservorrat für die Stadt Boulder, bevor er in den Nord-Boulder Creek mündet. Von der Quelle fließt er über die Zuflüsse der Nord- und Mittel-Ströme durch den Boulder Canyon und durch die Stadt Boulder.
Am östlichen Ende der Stadt trifft er südlich des Moffat Tunnels auf den Süd-Boulder Creek, der am Roger Pass auf der kontinentalen Wasserscheide entspringt. Der Süd-Boulder Creek fließt 40 Meilen (64,4 km) durch Rollinsville, Gross Reservoir und den Eldorado Canyon, bevor er das Gebirge verlässt und sich in einer Kurve durch Süd- und Ost-Boulder schlängelt und in den Boulder Creek mündet.
Der Boulder Creek Path, ein Pfad neben diesem fließenden Gewässer, wird zum Inlineskaten und Radfahren genutzt.

## Geschichte
Im Gebiet des heutigen Boulder und der näheren Umgebung siedelten ursprünglich die südlichen Arapaho. Sie unterhielten ein Dorf nahe dem Berg Haystack. Die ersten Weißen gründeten am 17. Oktober 1858 eine Siedlung nahe dem Eingang zum Boulder Canyon. Es handelte sich bei ihnen um Goldsucher, die im Zuge des Pikes Peak Goldrausches kamen. Im Februar folgenden Jahres wurde die Boulder City Company gegründet, deren Teilhaber die Fläche in mehr als 4.000 Parzellen aufteilten und weiterverkauften. Die Stadt gehörte erst zum Nebraska-Territorium, bis im Februar 1861 durch den Kongress der Vereinigten Staaten das Colorado-Territorium geschaffen wurde. Die Stadtentwicklung Boulders basierte wirtschaftlich vor allem auf den Bergarbeitern, die in der Umgebung nach Gold und Silber suchten und den Ort als Nachschub- und Versorgungsbasis aber auch als Vergnügungsstätte nutzten. Stabiler als die provisorischen Siedlungen der Bergarbeiter, war Boulder durch wirtschaftliche Konkurrenz geprägt. Die Bürger bemühten sich um einen Anschluss an die Eisenbahn, den Bau von Schulen und Krankenhäusern sowie die Schaffung einer funktionierenden Stadtverwaltung.
Das erste Schulgebäude wurde 1860 erbaut und war zugleich das erste im Territorium überhaupt. Im gleichen Jahr eröffnete die erste Filiale des United States Postal Service. Zu dieser Zeit begannen einige Bürger außerdem mit der Lobbyarbeit für eine Universität in Boulder. Im Jahr 1874 bewilligte die State Legislature das Projekt und bewilligte dafür finanzielle Mittel. 1867 wurde Boulder zum County Seat des gleichnamigen Countys; ein entsprechendes Courthouse wurde bis 1883 erbaut. Nachdem es 1932 abgebrannt war, wurde ein Neubau errichtet, der bis heute steht. Im November 1871 entstand schließlich eine offizielle Stadtverwaltung; der erste Bürgermeister, Jacob Ellison, wurde sieben Jahre später gewählt. Ein Jahr zuvor erfolgte der Anschluss der Stadt an das Eisenbahnnetz und Schritt für Schritt wurde eine Verbindung nach Denver und Golden sowie zu den westlich gelegenen Camps der Bergarbeiter hergestellt. 1873 nahm das erste Krankenhaus Patienten auf und im folgenden Jahr stand die erste Telegraphenstation. Im Jahr 1890 entstand ein Bahnhof. 1880 hatte Boulder mehr als 3000 Einwohner, womit es zu einer Stadt zweiter Klasse aufsteigen konnte, was im April 1882 erfolgte. Im gleichen Monat wurde das neue Rathaus fertig gestellt.

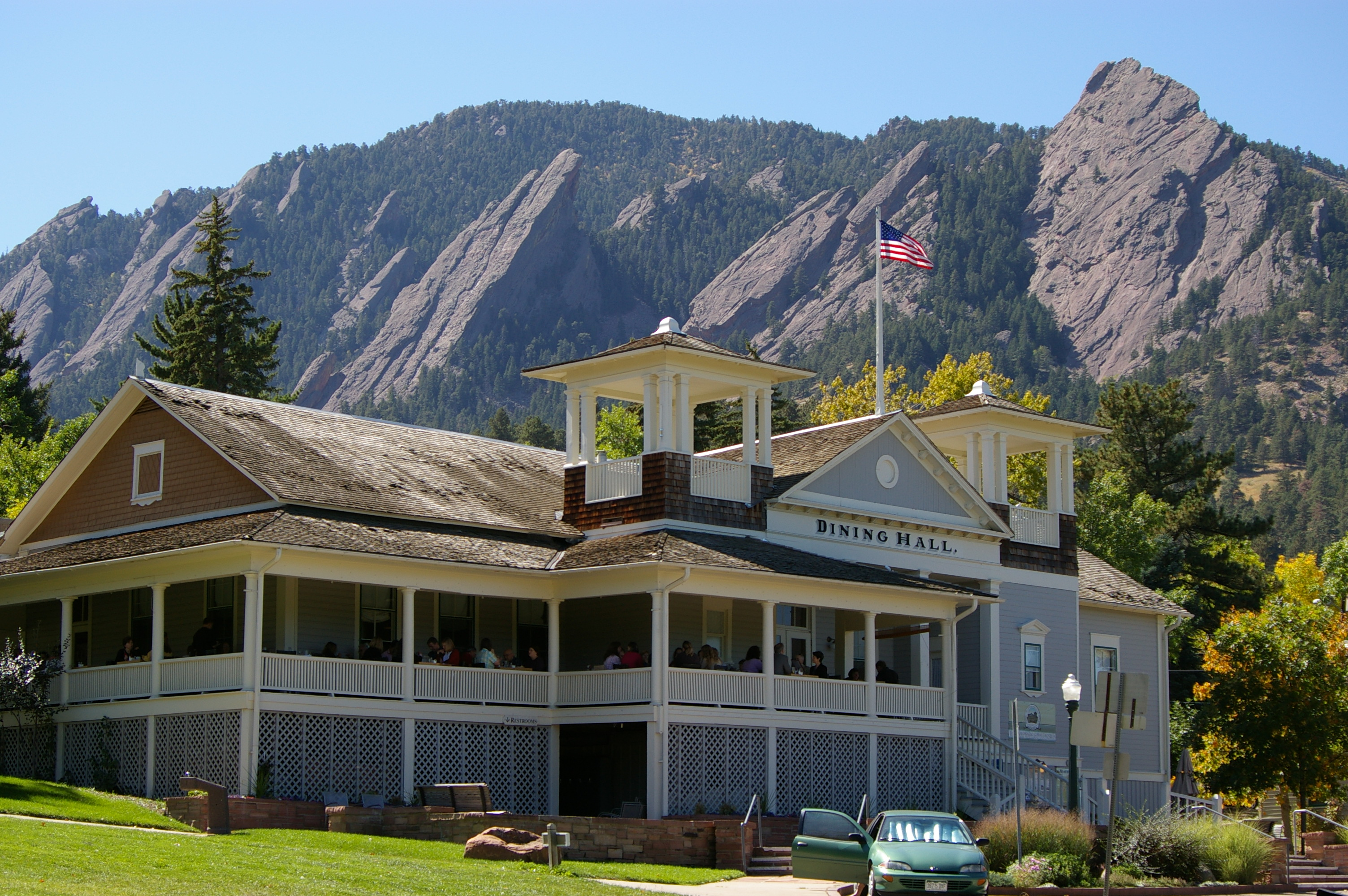
Speisesaal des Colorado Chautauqua in Boulder (2008)

Nach und nach entwickelte sich die Downtown zum Geschäftsviertel, während die Bewohner in die umliegenden Nachbarschaften von Whittier und Mapleton Hill zogen. Die Bebauung am University Hill wurde durch die University of Colorado Boulder bestimmt. 1892 startete mit der Mount St. Gertrude Academy die erste Privatschule ihren Betrieb. Boulder erreichte ab dieser Zeit zunehmende Bekanntheit für seinen Wohlstand und das gute Bildungssystem. Daher wurde der Ort erfolgreich als Stätte für ein Chautauqua vorgeschlagen, das hier 1897 errichtet wurde und jeden Sommer eine bedeutende Zahl von Gästen nach Boulder brachte. Diese Einrichtung ist seit Oktober 1978 als Colorado Chautauqua im National Register of Historic Places (NRHP) eingetragen und hat seit Oktober 2006 den Status eines National Historic Landmarks. Als die Wirtschaft um 1905 ins Stocken geriet, war das County zunehmend auf Tourismus als Erwerbsquelle angewiesen und blieb dies für die nächsten Jahrzehnte, bis der Eintritt der Vereinigten Staaten in den Zweiten Weltkrieg dem einen Abbruch tat. Das erste Luxushotel, das Boulderado, feierte am 1. Januar 1909 seine Eröffnung. Während des Zweiten Weltkriegs beherbergte die Universität die Sprachschule für Japanisch der United States Navy. Viele dieser Schüler kehrten nach dem Krieg nach Boulder zurück, um hier die Universität zu besuchen oder eine berufliche Karriere zu starten. Nach einer Stagnation in der Bevölkerungsentwicklung bis 1940 kam es dadurch zu einem Wachstum, so dass 1950 Boulder mehr als 20.000 Einwohner hatte.
Die Stadt bemühte ab dieser Zeit einerseits um die Schaffung neuer Jobs für die gewachsene Einwohnerschaft und andererseits um einen Erhalt der Lebensqualität und natürlichen Umgebung. So wurde vor allem um Unternehmen aus der Cleantech-Branche geworben. Im Jahr 1952 eröffnete das National Bureau of Standards eine Außenstelle in Boulder. Andere Einrichtungen und Unternehmen mit dem Schwerpunkt Forschung und Entwicklung folgten. Zu dieser Zeit stieß gleichfalls der U.S. Highway 36 nach Boulder vor, so dass nun eine Anbindung per Schnellstraße nach Denver bestand. Im Sinne des Naturschutzes beschloss die Stadt 1959, dass sie eine Wasserversorgung nur bis zu einer Höhe von 1750 m über dem Meeresspiegel zur Verfügung stellte. So sollten die höher liegende Flächen in den Bergen vor einer Besiedelung geschützt werden. 1961 sprachen sich die Bürger in einem Referendum für die Bildung des Boulder Parks and Recreation Departments aus, einer Behörde, die die bereits bestehenden Parks und Naherholungsgebiete in eine Verwaltungseinheit integrierte. Mit dem Bevölkerungswachstum, das 1972 zu einer Einwohnerzahl von 72.000 führte, ging der Bau neuer Wohn- und Gewerbegebiete wie Highland Park-Martin Acres und Balsam North sowie mit North Broadway und Basemar der ersten zwei Einkaufszentren einher. Zusätzlich wurden von der Stadt ab 1967 Baulücken aufgekauft, um die Besiedelung zu verdichten, und Bausubstanz aus der Vergangenheit umfunktioniert. Im Jahr 1972 erging ein Gesetz, das die maximale Gebäudehöhe festlegte. Im September 1974 folgte eines zum Denkmalschutz, um historisch bedeutsame Bauten zu bewahren.
Am 22. März 2021 wurden beim Amoklauf in Boulder zehn Menschen, darunter ein Polizist, getötet.

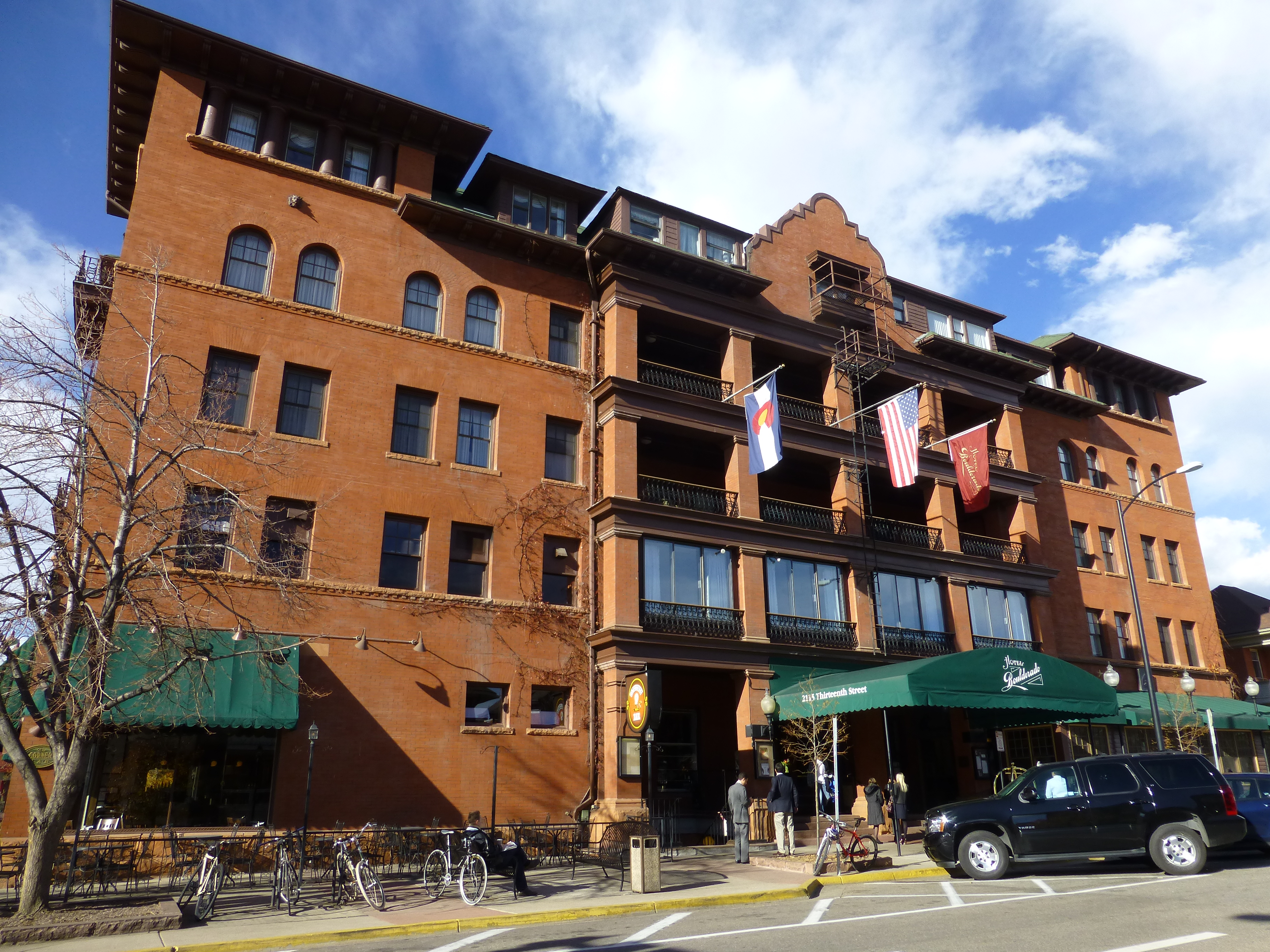
Das Hotel Boulderado ist seit November 1994 im NRHP aufgeführt.

Außer dem Colorado Chautauqua sind 24 weitere Bauwerke und Stätten der Stadt im National Register of Historic Places (NRHP) eingetragen (Stand 26. März 2021), darunter das Hotel Boulderado, das Chautauqua Auditorium und der Downtown Boulder Historic District.

## Politik

### Vorherrschende politische Orientierung
Politisch gesehen ist Boulder eine der linkesten und am stärksten demokratisch geprägten Städte Colorados. Der Landkreis von Boulder, in dem viele deutlich konservativere Vororte von Boulder mit erfasst werden, hat ein Wählerverzeichnis mit 37 % registrierten Demokraten, 27 % Republikanern und 36 % Unabhängigen.
1974 verabschiedete der Stadtrat von Boulder die erste Satzung in Colorado, die Diskriminierung aufgrund der sexuellen Identität verbot. Nach weniger als einem Jahr hoben die Wähler von Boulder in einer Volksabstimmung diese Satzung jedoch wieder auf. 1975 erteilte die Urkundsbeamtin (engl.: county clerk) Clela Rorex Ehelizenzen an gleichgeschlechtliche Paare, noch bevor ein entsprechendes Staatsgesetz in Colorado erlassen wurde. 1987 hob das Wahlvolk die Entscheidung von 1974 auf und machte Boulder damit zur ersten Kommune der USA, die mittels Volksabstimmung eine die sexuelle Identität betreffende Antidiskriminierungssatzung verabschiedete.
1996 wurde Boulder die erste Stadt Colorados, die ein Rauchverbot erließ, das auch Bars und Kneipen umfasste.

### Städtepartnerschaften
- Duschanbe, Tadschikistan
- Jalapa, Nicaragua
- Lhasa, China
- Ciudad Mante, Mexiko
- Yamagata, Japan
- Yateras, Kuba

## Kultur und Sehenswürdigkeiten

### Kulturelle Veranstaltungen
Alljährlich finden im Sommer Shakespeare-Festspiele im Theater der Universität statt.

### In der Populärkultur
Boulder lieferte die Kulisse für das Buch The Stand von Stephen King, der 1974–75 in Boulder lebte.
Die Stadt ist auch der Handlungsort der Filmserie Mork and Mindy, die in Deutschland als Mork vom Ork gesendet wurde.
In dem Film Elevation von 2024 spielt ein Teil der Handlung in Boulder.

### Sport
Seit 2014 wird hier im Juni mit dem Ironman Boulder ein Triathlon über die Langdistanz (3,86 km Schwimmen, 180,2 km Radfahren und 42,195 km Laufen) ausgetragen.
Aufgrund seiner Höhenlage von über 1600 m und seines trockenen Hochgebirgsklimas mit fast 300 Tagen Sonnenschein im Jahr wird es gerne als Trainingsort für Ausdauerathleten genutzt, beispielsweise trainierten hier die Läufer Uta Pippig, Robert De Castella, Rosa Mota und Ingrid Kristiansen. Möglichkeiten zu Wintersportaktivitäten sind vielfältig vorhanden.

## Wirtschaft und Infrastruktur

### Wirtschaftskraft
Die Metropolregion von Boulder erbrachte 2016 ein Bruttoinlandsprodukt von 23,9 Milliarden US-Dollar und belegte damit Platz 107 unter den Großräumen der USA. Die Arbeitslosenrate in der Metropolregion betrug 2,1 Prozent und lag damit weit unter dem nationalen Durchschnitt von 3,8 Prozent (Stand: März 2018). Das Pro-Kopf Einkommen lag bei 63.707 US-Dollar, womit Boulder zu den reichsten Städten der USA gehört.

### Unternehmen
Haupteinkaufsstraße in Boulder ist die Pearl Street, eine breite, zum Teil als Fußgängerzone ausgebaute Straße mit vielen Läden und Bars. Daneben bildet der studentisch geprägte University Hill ein weiteres gastronomisches Zentrum.
Ein bekanntes Unternehmen aus Boulder war die Exabyte Corporation, ein führender Entwickler und Hersteller von Magnetband-Speicherlösungen. Exabyte wurde 2006 von Tandberg Data übernommen.

### Fahrradstadt
Boulder wurde von der League of American Bicyclists als fahrradfreundliche Gemeinde ausgezeichnet und erhielt als eine von drei Kommunen in den USA (neben Davis und Portland) die höchste Auszeichnungstufe in Platin. Boulder ist der Sitz von Warm Showers, eines gemeinnützigen Gastfreundschaftsnetzwerks für Menschen, die Fahrradtouren unternehmen.

### Wissenschaft
Neben der University of Colorado befinden sich weitere Forschungseinrichtungen in Boulder. So ist Boulder Sitz des  National Center for Atmospheric Research (NCAR) sowie Standort mehrerer Labore der National Oceanic and Atmospheric Administration (NOAA) und gilt dadurch als wichtigster Ort für die Erforschung der Atmosphäre weltweit.

## Söhne und Töchter der Stadt
- Harl McDonald (1899–1955), Komponist
- Arleigh Burke (1901–1996), Admiral und Chief of Naval Operations
- Betty MacDonald (1907–1958), Schriftstellerin, Autorin von „Das Ei und ich“
- John Fante (1909–1983), Schriftsteller
- Edward Lawrie Tatum (1909–1975), Genetiker
- Charles E. Snow (1910–1967), Anthropologe
- Donald Spencer (1912–2001), Mathematiker
- Gene Warren (1916–1997), Spezialeffekte-Designer, Kurzfilmproduzent, Kurzfilmregisseur und Oscarpreisträger
- Harold Camping (1921–2013), Radioprediger
- William LeVeque (1923–2007), Mathematiker
- Scott Carpenter (1925–2013), Astronaut und Aquanaut
- Peter Haff (1944–2024), Geologe
- Dick Anderson (* 1946), Footballspieler
- John E. Stith (* 1947), Science-Fiction- und Krimiautor
- Bob Carmichael (* 1947 oder 1948), Kameramann, Filmregisseur, Filmproduzent und Filmschaffender
- Jonathan Grudin (* 1949), Designforscher bei Microsoft
- Arturo Kinch (* 1956), costa-ricanischer Wintersportler
- Cyrus Nowrasteh (* 1956), Drehbuchautor und Regisseur
- Joe Bertram (1957–2020), Politiker
- Jello Biafra (* 1958), ehemaliger Leadsänger der US-Punk-Band „Dead Kennedys“
- Davis Phinney (* 1959), Radrennfahrer
- Landis Arnold (* 1960), Skispringer
- Gary Mulder (* 1960), Radrennfahrer
- Carolyn Cole (* 1961), Fotografin
- Thomas Prehn (* 1961), Radrennfahrer
- John Currin (* 1962), Maler
- Andrew Denison (* 1962), Politikwissenschaftler, Kommentator und Publizist
- John Carroll Lynch (* 1963), Schauspieler
- Doug Smith (* 1964), Radrennfahrer
- Kristin Davis (* 1965), Schauspielerin
- Eddy Gragus (* 1968), Radrennfahrer
- John August (* 1970), Journalist und Drehbuchautor
- Nina Kemppel (* 1970), Skilangläuferin
- Vanessa Taylor (* 1970), Drehbuchautorin und Fernsehproduzentin
- Antón Villatoro (* 1970), US-amerikanisch-guatemaltekischer Radrennfahrer
- Cara Judea Alhadeff (* 1971), Foto- und Objektkünstlerin
- Colby Pearce (* 1972), Radrennfahrer
- Casey Puckett (* 1972), Skisportler
- Matt Hasselbeck (* 1975), Footballspieler
- Jared Polis (* 1975), Politiker und Gouverneur von Colorado
- Cari Higgins (* 1976), Radrennfahrerin
- JJ Feild (* 1978), Schauspieler
- Tom Zirbel (* 1978), Radrennfahrer
- Jesse Carmichael (* 1979), Keyboarder
- Matt Cooke (* 1979), Radrennfahrer
- Alex Figge (* 1981), Autorennfahrer
- Shalane Flanagan (* 1981), Leichtathletin
- Jonathan Garcia (* 1981), Radrennfahrer
- Isaac Slade (* 1981), Singer, Songwriter
- Timothy Duggan (* 1982), Radrennfahrer
- Blake Caldwell (* 1984), Radrennfahrer
- Cameron Dye (* 1984), Triathlet
- Robin Sydney (* 1984), Schauspielerin
- Mara Abbott (* 1985), Radrennfahrerin
- Luke Eberl (* 1986), Schauspieler
- Emily Harrington (* 1986), Kletterin und Bergsteigerin
- Alexandra Kleeman (* 1986), Schriftstellerin
- Cassie Taylor (* 1986), Singer-Songwriterin, Bluesmusikerin und Musikproduzentin
- Peter Stetina (* 1987), Radrennfahrer
- Eric Young (* 1989), Radrennfahrer
- Emma Coburn (* 1990), Hindernisläuferin
- Taylor Phinney (* 1990), Radrennfahrer
- Taylor Seaton (* 1990), Freestyle-Skier
- Stefan Bachmann (* 1993), Autor
- Kelsey Phinney (* 1994), Skilangläuferin
- Sam Long (* 1995), Triathlet
- Lauren Jortberg (* 1997), Skilangläuferin
- Margo Hayes (* 1998), Sportkletterin
- Shawn Raboutou (* 1998), Sportkletterer und Boulderer
- Václav Červenka (* 1999), Biathlet
- Ashley Lahey (* 1999), Tennisspielerin
- Disco Lines (* 1999), DJ, Musikproduzent und Songwriter
- Riley Sheehan (* 2000), Radrennfahrer
- Brooke Raboutou (* 2001), Sportkletterin
- Paula DuPré Pesmen (* 20. Jahrhundert), Filmproduzentin und Drehbuchautorin
- Devin Goodsell (* 20. Jahrhundert), Schauspieler und Filmproduzent